# 485 (numero)
Quattrocentottantacinque (485) è il numero naturale dopo il 484 e prima del 486.

## Proprietà matematiche
- È un numero dispari.
- È un numero semiprimo.
- È un numero composto con 4 divisori: 1, 5, 97, 485. Poiché la somma dei suoi divisori (escluso il numero stesso) è 103 < 485, è un numero difettivo.
- È un numero 50-gonale.
- È un numero di Ulam.
- È un numero congruente.
- È parte delle terne pitagoriche (44, 483, 485), (93, 476, 485), (291, 388, 485), (325, 360, 485), (485, 1164, 1261), (485, 4692, 4717), (485, 23520, 23525), (485, 117612, 117613).

## Astronomia
- 485 Genua è un asteroide della fascia principale del sistema solare.
- NGC 485 è una galassia spirale della costellazione dei Pesci.

## Astronautica
- Cosmos 485 è un satellite artificiale russo.